# Hà An
Hà An là một phường thuộc tỉnh Quảng Ninh, Việt Nam.
Phường Hà An có diện tích 27,11 km², dân số năm 2011 là 8.297 người, mật độ dân số đạt 306 người/km².
Đây là địa phương có dự án Đường cao tốc Hạ Long - Hải Phòng đi qua.